# Francesco Pisani
Francesco Pisani  (Venecia, 1494 - Roma, 28 de junio de 1570) fue un eclesiástico italiano.

## Vida
Hijo de Alvise Pisani, embajador de La Serenísima ante la Santa Sede, y de Cecilia Giustiniani, era protonotario apostólico cuando en el consistorio celebrado en 1517 fue creado cardenal diácono de San Teodoro por León X con solo 23 años, a instancias del dogo Leonardo Loredan y previo pago de 20.000 escudos. 
Participó en todos los cónclaves de su tiempo, en que fueron elegidos papas sucesivamente Adriano VI, Clemente VII, Paulo III, Julio III, Marcelo II, Paulo IV, Pío IV y Pío V; 
fue obispo de Padua (1524-55), administrador de Città Nova (1526-35), de Treviso (1528-38) y de Narbona (1551-63); 
cardenal presbítero de San Marcos desde 1527, diácono in commendam de Santa Maria in Portico entre 1528-41 y 1550-55 y de Santa Ágata alla Suburra en 1529-45, cardenal obispo de Albano en 1555, de Frascati en 1557, de Porto-Santa Rufina en 1562 y de Ostia-Velletri y decano del Colegio Cardenalicio desde 1564.
Muerto en Roma a los 76 años de edad, fue sepultado en la Basílica de San Marcos Evangelista de esta misma ciudad.